# Pradakszinapatha

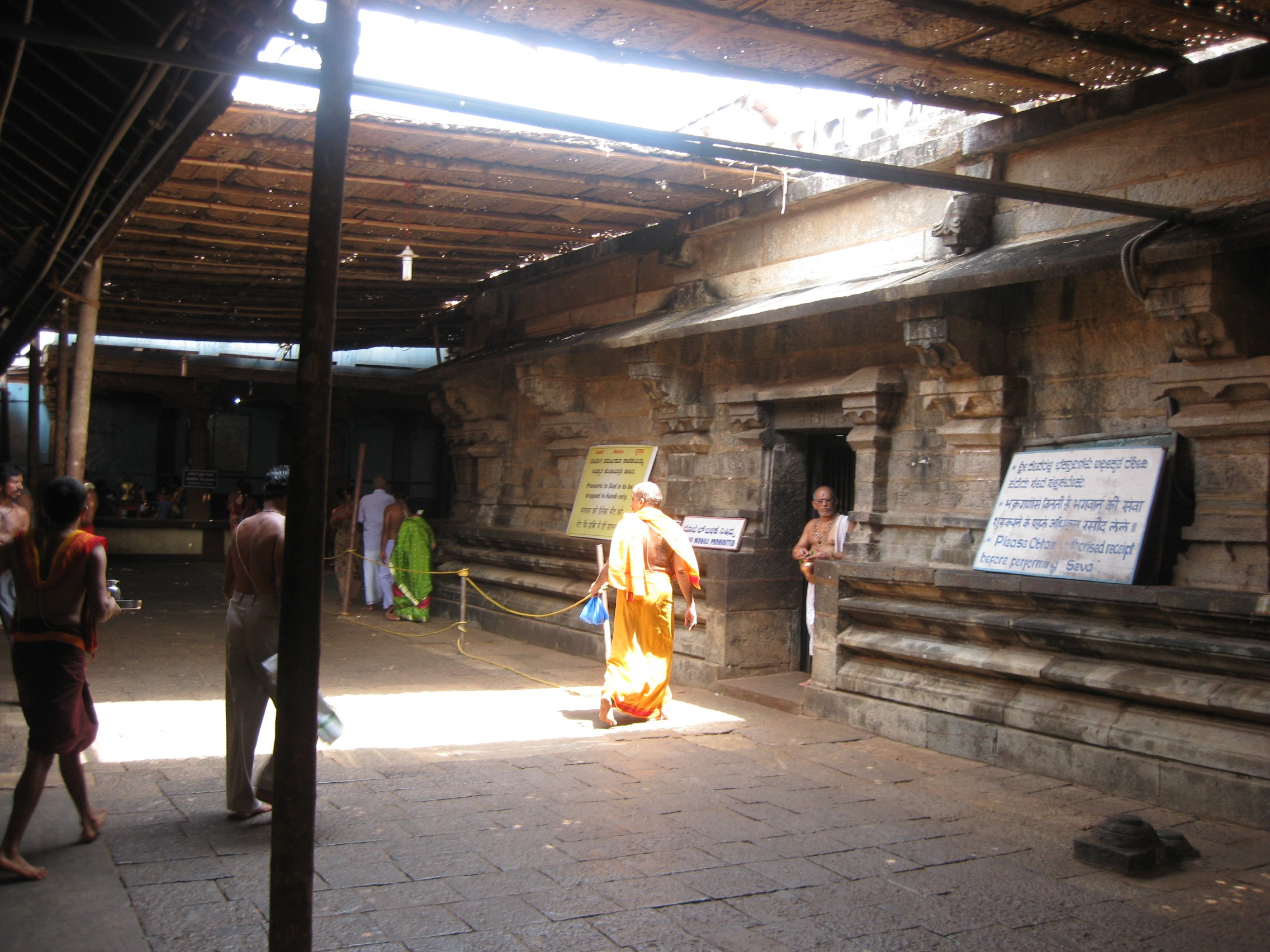
Pradakshinapatha w świątyni hinduskiej

Pradakszinapatha – arkady klasztorne
służące do okrążania (pradakszina) w celach kultowych świątyń hinduistycznych, umiejscowione wewnątrz budynku mandiru lub bezpośrednio za jego zewnętrzną ścianą. Odmianą pradakszinapatha są wąskie korytarze wokół centralnego miejsca świątyni (garbhagryha).
Mandiry posiadające pradakszinapathę zaliczane są do świątyń typu sandhara.